# Fosshaugane Campus
Der Fosshaugane Campus ist ein Fußballstadion im norwegischen Ort Sogndalsfjøra, Kommune Sogndal im Fylke Vestland. Es ist die Heimat des Fußballvereins Sogndal Fotball. Das Stadion liegt in Nachbarschaft zu der Hochschule Westnorwegen (Høgskulen på Vestlandet) und der weiterführenden Schulen. Bis Mitte 2006 entstand auf dem Grund des alten Stadions, mit 4.500 Plätzen und 1926 errichtet, der Neubau. Das Stadion besitzt u. a. einen V.I.P.-Bereich und eine Familientribüne.
Derzeit besitzt die Spielstätte drei neue Tribünen mit Sitzplätzen; die Haupttribüne sowie zwei Hintertortribünen. Die ungenutzte Gegengerade Bjørkesida ist ein schmaler, unüberdachter Stehplatzrang aus Holz. Dieser baufällige Rang sollte durch einen modernen Neubau ersetzt werden. Die Pläne für die neue Tribüne musste der Verein wegen finanzieller Probleme stoppen. Im Dezember 2010 entschied die Fylke Sogn og Fjordane nach Verhandlungen den Bau der Tribüne zu übernehmen. Man geht von Kosten in Höhe von ca. 13,75 Millionen NOK aus. Der Verein wird danach die Tribüne mieten. Die Fertigstellung ist für den Sommer 2011 angestrebt. Entgegen der seinerzeit erklärten Bauabsicht, kam es bis zum August 2025 zu keiner Bauaktivität.